# Klaus Nilius
Klaus Nilius (* 1942 in Rohrbach bei Baumholder) ist ein deutscher Journalist. Als Pressesprecher der SPD-Fraktion im schleswig-holsteinischen Landtag war er früher Mitwisser in der Barschel-Affäre und Geldbote in der Schubladenaffäre.

## Leben
Der in Rohrbach geborene Nilius wuchs in Heimbach auf und war in den 1960er Jahren Gründungsmitglied der Jungsozialisten in Baumholder. Nach einem Volontariat bei der Rhein-Zeitung wurde er Lokalredakteur in Baumholder. Später war er als Journalist für eine Boulevard-Zeitung und als Leitender Redakteur bei einer Nachrichtenagentur tätig. Dann wechselte er nach Norddeutschland und wurde 1987 Pressesprecher der SPD-Landtagsfraktion in Kiel, die zu dieser Zeit noch in der Opposition war. Als die SPD die Regierungsgeschäfte übernommen hatte, wechselte Nilius am 1. März in die Kieler Staatskanzlei unter Björn Engholm und wurde dessen Verbindungsreferent zu Gewerkschaften, Parteien und Verbänden.
Im Wahlkampf der SPD um die Regierungsmehrheit in Schleswig-Holstein hatte Nilius als Pressesprecher der SPD-Landtagsfraktion eine wichtige Aufgabe. Er war ein Vertrauter des Fraktionsführers und Ministerpräsidentenkandidaten Björn Engholm. Im Vorfeld der Barschel-Affäre hatte Nilius 1987 mehrfach Kontakt mit deren Hauptakteur Reiner Pfeiffer gehabt und war über dessen Kampagne gegen Björn Engholm informiert. Dieses Wissen bestritt Nilius jedoch im ersten Parlamentarischen Untersuchungsausschuss. 1988 und 1989 fungierte Nilius im Auftrag des damaligen SPD-Landesvorsitzenden Günther Jansen als Geldbote. Er übergab Pfeiffer zwei Geldpakete im Gesamtwert von etwa 40.000 Mark. Im Untersuchungsausschuss zu dieser sogenannten Schubladenaffäre wurde 1993 ermittelt, dass Nilius im ersten Untersuchungsausschuss (zur Barschel-Affäre) gelogen hatte. Allerdings war zu diesem Zeitpunkt der Straftatbestand der uneidlichen Falschaussage bereits verjährt, weshalb Nilius straffrei ausging.
Engholm trat daraufhin als Ministerpräsident und von allen Parteiämtern zurück. Nilius, der zu diesem Zeitpunkt in der Kieler Staatskanzlei tätig war, ließ sich beurlauben. 1995 wurde er Pressesprecher der Fachhochschule Kiel, 2007 ging er in den Ruhestand.
Klaus Nilius veröffentlicht in der zweiwöchentlich erscheinenden Zeitschrift Ossietzky (benannt nach Carl von Ossietzky).